# Kemény János erdélyi fejedelem
Magyargyerőmonostori Kemény János (Magyarbükkös, 1607. december 14.  – Nagyszőlős, 1662. január 23.) erdélyi fejedelem.

## Katonai és politikai pályája
Kemény János  öt fejedelmet szolgált, közülük a legfontosabbak:
- Bethlen Gábor udvarában került közel a politikához. Később nagykövetként szolgált Bécsben (ő kérte meg Brandenburgi Katalin kezét Bethlen részére), Lengyelországban és a Portán.
- I. Rákóczi György idején  Fehér vármegye ispánja, kincstartó, majd az erdélyi hadak parancsnoka, az ország generálisa volt.  Ugyanakkor részt vett a fejedelem hadjárataiban. Egyike a linzi béke kidolgozóinak.
- II. Rákóczi György alatt fejedelmi tanácsos, a kancellária vezetője. A kudarcba fulladt lengyel hadjárat során 1657-ben a krími tatárok fogságába került, ahonnan váltságdíj ellenében szabadult. Első felesége, Kállay Zsuzsanna meghalt, tőle két fiúgyermeke született, Ferenc és Simon. Később feleségül vette Lónyay Annát, akivel aranyosmeggyesi birtokára húzódott vissza.

## Uralkodása
A császáriak és az erdélyi rendek egy részének felkérésére visszatért a politikába, 1660. november 22-én kiáltványban tudatta, hogy felveszi a harcot a törökök pártolta Barcsayval. Barcsay Gáspár, a fejedelem egyik testvére ellen, 1660. november végén, Örményesnél – a későbbi Marosörményesnél – Kemény serege csatát nyert, Barcsay Gáspárt megölték. Kemény Jánost 1661. január 1-jén választották fejedelemmé. Kemény  később elfogatta Barcsay Ákost, és emberei 1661. július elején Kozmatelkén meggyilkolták a volt fejedelmet.
A törökök azonban már korábban, Barcsay elfogása előtt, végleg elfordultak az általuk erélytelennek tartott Barcsaytól, ezt Kemény is tudta, ugyanis 1661 márciusában maga mondta azt, hogy „Barcsaynak töröknél igen be van téve a kapuja”. A volt fejedelem egyik testvérét, Barcsay Andrást 1661. május 16-án Kemény János felakasztatta, annak ellenére, hogy korábban Fogaras várát, Barcsay Ákos erre utasító levelének kézhezvételét követően, átadta Keménynek. Állítólag azért végeztette ki, mert Barcsay András – amikor az erdélyi sereget a tatárok 1657-ben fogságba ejtették – Kemény kezességvállalása ellenére a rabságból megszökött, és helyette Keménynek kellett fogságban maradnia.
Kemény szakított a Portával, és I. Lipót császár oltalmát kérte. A büntetésére szervezett török hadjárat elől Magyarország területére menekült.
Kemény helyére a Porta I. Apafi Mihályt nevezte ki. A Kemény segítségére érkező császári hadak, Montecuccoli vezényletével, azonban csata nélkül cserben hagyták, aki mégis megütközött Apafinak és az őt támogató törököknek Kucsuk (Kücsük) Mehmed jenői bég vezette seregével, és Segesvár mellett, Nagyszőlősnél, 1662. január 23-án elesett a csatában (lezuhant lováról, s valószínűleg a menekülő sereg taposta halálra). A fennmaradt hagyományok szerint a szásznádasi temetőben temették el.

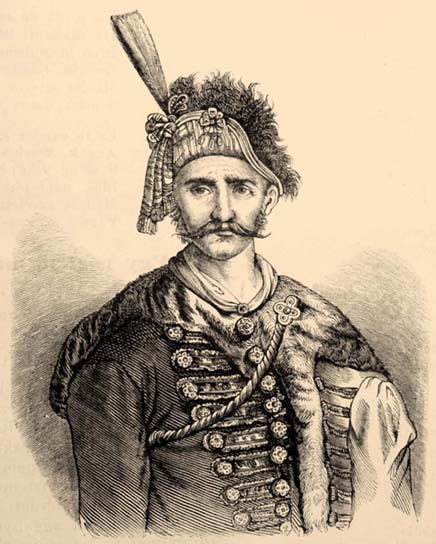
Kemény János portréja a Vasárnapi Ujság 1857. évi 40. számában

Barcsay Ákos és András megölését a kortársak mélyen elítélték. Ezért, amikor Kemény János elesett, így írtak haláláról: „Barcsay uram bús haláláért áldozat kellett, Isten keze volt rajta”; és: „Visszaadá Isten igaz kölcsönnel a jámbor, kegyes  Barcsay Ákos ártatlan halálát.”

## Művei, önéletírása
1657–59 között, tatár fogsága idején írta meg önéletírását, amely a korszak fontos történeti forrása, és irodalmi szempontból is értékes mű.
- Kemény János erdélyi fejedelem önéletírása; kiad. Szalay László; Heckenast, Pest, 1856 (Magyar történelmi emlékek)
- Kemény János önéletírása és válogatott levelei; vál., sajtó alá rend., bev., jegyz. V. Windisch Éva; Szépirodalmi, Bp., 1959 (Magyar századok)
- Kemény János és Bethlen Miklós művei; szöveggond., jegyz. V. Windisch Éva; Szépirodalmi, Bp., 1980 (Magyar remekírók)
- Kemény János önéletírása, 1657–1658; szöveggond., jegyz. V. Windisch Éva; Szépirodalmi, Bp., 1986